# 1989

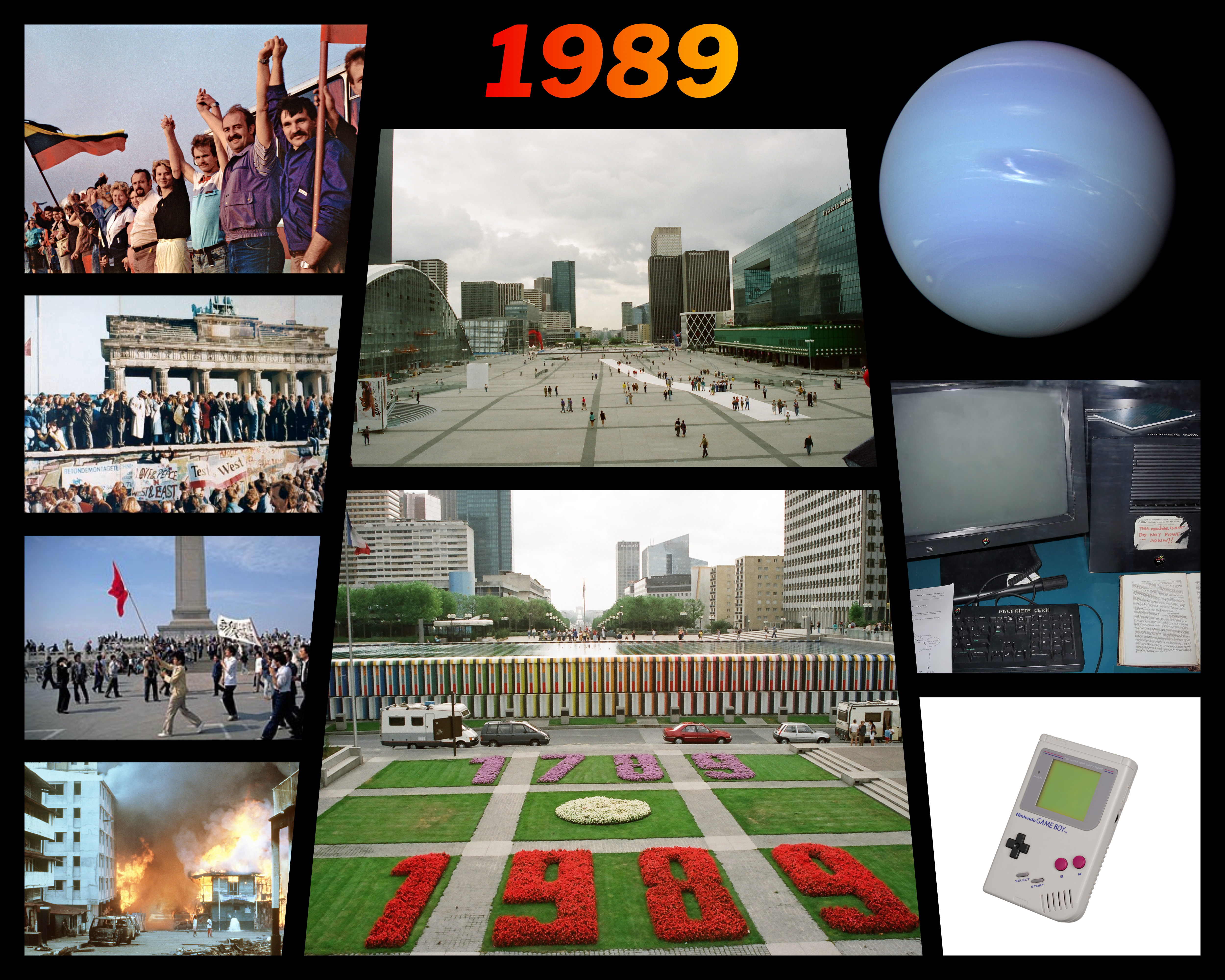

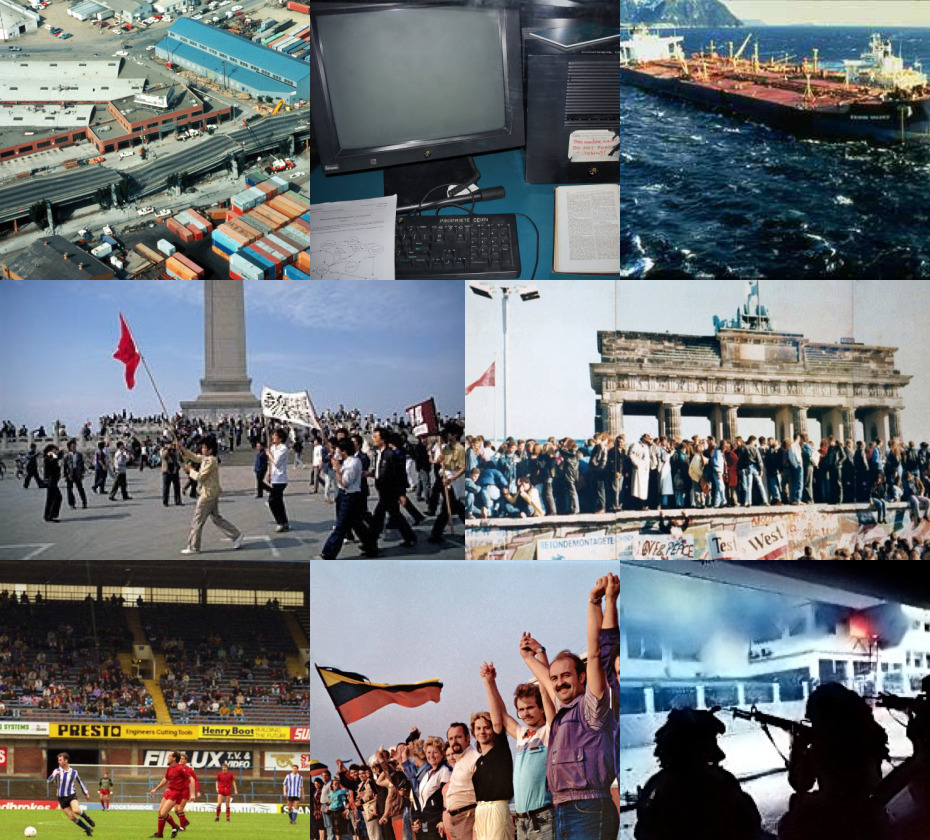
En el sentido de las agujas del reloj desde la parte superior izquierda: la estructura Cypress se derrumba como resultado del terremoto de Loma Prieta de 1989, matando a los automovilistas que se encuentran debajo; Se presenta el documento de propuesta para la World Wide Web; El petrolero Exxon Valdez encalla en Prince William Sound, Alaska, provocando un gran derrame de petróleo; La caída del Muro de Berlín inicia la caída del comunismo en Europa del Este y anuncia la reunificación alemana; Invasión estadounidense de Panamá para deponer a Manuel Noriega; La Revolución Cantada condujo a la independencia de los estados bálticos de Estonia, Letonia y Lituania de la Unión Soviética; Las gradas del estadio de Hillsborough en Sheffield, Yorkshire, donde ocurrió la tragedia de Hillsborough; Los estudiantes se manifiestan en la Plaza de Tiananmen, Pekín; muchos son asesinados por las fuerzas del Partido Comunista Chino.

1989 (MCMLXXXIX) fue un año común comenzado en domingo en el calendario gregoriano. En el horóscopo chino fue el Año de la Serpiente.
Este año marca un giro en la historia del mundo por las revoluciones que derrocaron a los estados comunistas del Bloque del Este. Son conocidas como las Revoluciones de 1989, que junto con la disolución del Telón de Acero en Europa y la caída del Muro de Berlín, símbolos de la Guerra Fría, anunciaron la desaparición de la Unión Soviética dos años después.

## Acontecimientos

### Enero
- 1 de enero: entra en vigor el Protocolo de Montreal, ratificado por 29 países y la CEE (Comunidad Económica Europea), para proteger la capa de ozono.
- 7 de enero: en Japón, el príncipe Akihito (55), recibe los símbolos de la sucesión de su padre, Hirohito, como nuevo emperador.
- 8 de enero: a unos metros de la pista del aeropuerto East Midlands, en Leicestershire (Inglaterra), el Vuelo 92 de British Midland que volaba de Londres a Belfast (Irlanda del Norte) se estrella contra un talud de la autopista M1. Mueren 47 de los 118 pasajeros.
- 11 de enero: en México, el ejército ocupa las instalaciones petroleras y encarcela al dirigente sindical Joaquín Hernández Galicia, "La Quina".
- 11 de enero: en Francia, la policía detiene a Josu Urrutikoetxea, máximo dirigente de la banda terrorista ETA.
- 16-18 de enero: en Miami (Estados Unidos) se desatan disturbios raciales.
- 20 de enero: en España se disuelve Alianza Popular. Tras las sucesivas victorias del Partido Socialista Obrero Español en 1982 y 1986, Manuel Fraga toma las riendas del partido, y, en el congreso de enero de 1988, se produjo la refundación como partido único, constituyéndose el nuevo Partido Popular.
  - en Estados Unidos, George H. W. Bush jura su cargo como 41.º presidente.
- 23 de enero: en Argentina, empieza la batalla de La Tablada, dirigida por el Movimiento Todos por la Patria (MTP).
  - en Tayikistán, un terremoto de 5,3 deja 274 muertos.
- 24 de enero: en La Tablada, 46 militantes del Movimiento Todos por la Patria, bajo el mando de Enrique Gorriarán Merlo, asaltan el Regimiento de Infantería Mecanizado 3 «General Belgrano», bajo el argumento de frenar un intento de golpe de Estado por parte de un grupo de Carapintadas. Resultan muertos 32 guerrilleros, 9 militares y 2 policías.
- 24 de enero: en la cárcel de Starke (Florida), el asesino en serie Ted Bundy (de 42 años) es ejecutado en la silla eléctrica.

### Febrero
- 1 de febrero: en Venezuela se inaugura la línea aérea LASER Airlines.
- 2 de febrero: en Venezuela, Carlos Andrés Pérez asume la presidencia. Durante las primeras semanas de su presidencia, adoptó una serie de medidas económicas liberalizadoras conocidas como El Gran Viraje.
- 3 de febrero: en Paraguay es depuesto el general Alfredo Stroessner como consecuencia de un golpe de Estado liderado por el general Andrés Rodríguez Pedotti.
- 4 de febrero: en España, el cirujano y urólogo Aurelio Usón realiza con éxito el cambio integral del sexo a una mujer mediante la «técnica Shangái», un nuevo método quirúrgico.
- 6 de febrero: treinta mil soldados soviéticos abandonan Afganistán, mientras la capital, Kabul, queda sumida en el caos.
- 6 de febrero: en Madrid (España), en el Congreso se disuelven las agrupaciones de la Democracia Cristiana y del Partido Liberal.
- 6 de febrero: el presidente argelino Benyedid visita al rey Hassan II, después de muchos años de críticas relaciones.
- 7 de febrero: el conflicto nacionalista entre Armenia y Azerbaiyán ha causado 91 muertos y 1532 heridos, según datos oficiales.
- 7 de febrero: en España, el Gobierno rompe las negociaciones con sindicatos acerca de medidas sociales relativas a las reivindicaciones de la huelga general del 14 de diciembre de 1988.
- 7 de febrero: en Indianápolis (Estados Unidos), el español José Manuel Abascal logra la medalla de plata en los 1500 metros planos del Mundial de Atletismo Bajo Techo.
- 8 de febrero: 
  - En la Isla de Santa María, (Portugal) se accidenta el Vuelo 1851 de Independent Air: fallecen sus 144 ocupantes.
  - en Arequipa (Perú), debido a las fuertes lluvias, se desborda el río Chili inundando la avenida La Marina.
- 9 de febrero: en Moscú, 12 candidatos al Congreso de los Diputados del Pueblo ―nuevo Parlamento soviético―, presentan por primera vez sus programas a un grupo de electores moscovitas.
- 9 de febrero: en la República Federal Alemana, el Gobierno prohíbe el partido neonazi NS.
- 10 de febrero: en Jamaica, el socialdemócrata Michael Manley gana por amplio margen en las elecciones.
- 11 de febrero: en Estados Unidos, Barbara Clementine Harris, sacerdotisa de la iglesia episcopaliana, se convierte en la primera mujer ordenada obispa.
- 11 de febrero: Kabul ―capital de Afganistán― es sitiada por la guerrilla y minada por la quinta columna durante la salida de los soldados soviéticos de la ciudad.
- 11 de febrero: Benazir Bhutto, primera ministra de Pakistán, visita Pekín.
- 13 de febrero: en El Salvador, se realiza una cumbre de presidentes centroamericanos en un clima de desánimo.
- 14 de febrero: el primero de los 24 satélites que conforman el sistema GPS es situado en su órbita.
- 14 de febrero: en Irán, el Ayatolá Jomeini hace un llamamiento a los musulmanes de todo el mundo a asesinar al escritor angloindio Salman Rushdie, por entender que su novela Los versos satánicos ofende al islamismo.
- 15 de febrero: en Moscú ―en el marco de la Guerra Soviético-Afgana (1978-1989)―, la Unión Soviética anuncia oficialmente que se completó el retiro de todas sus tropas apostadas en Afganistán. (El retiro había comenzado el 15 de mayo de 1988).
- 15 de febrero: cerca del pueblo polaco de Głodowo, no lejos de la frontera soviética, un helicóptero Mi-2 se estrella en el lago Śniardwy. Mueren 7 personas.
- 15 de febrero: el cohete estadounidense Delta II pone en órbita el primero de una nueva generación de satélites Navstar.
- 15 de febrero: en Bagdad (Irak) se reúne el Consejo de Solidaridad Árabe.
- 16 de febrero: en Venezuela, el presidente Carlos Andrés Pérez decreta el llamado «Gran Viraje», conocida por sus detractores como «el paquetazo económico», que desembocará en los sucesos del Caracazo.
- 16 de febrero: en París es procesado Roger Patrice Pelat (amigo personal de Mitterrand) por el caso Pechiney.
- 16 de febrero: comienza la 7.ª Edición de la Copa Mundial de Fútbol Sub-20 de 1989 por primera vez en Arabia Saudita.
- 17 de febrero: en Marrakech (Marruecos) concluye la segunda cumbre magrebí con un pacto defensivo y el nacimiento de la Unión del Magreb Árabe.
- 18 de febrero: en Marrakech se crea en la UMA (Unión del Magreb Árabe), acuerdo entre los jefes de Estado de Marruecos, Libia, Argelia, Túnez y Mauritania.
- 19 de febrero: en La Haya (Países Bajos) el español Cayetano Cornet consigue la medalla de oro de 400 m en los Campeonatos Europeos de Atletismo.
- 19 de febrero: se detecta por primera vez el nacimiento de una estrella pulsante entre los restos de la supernova 1987 A.
- 22 de febrero: en Italia, Arnaldo Forlani es elegido nuevo secretario de la Democracia Cristiana, en reemplazo de Ciriaco de Mita.
- 23 de febrero: en la comunidad autónoma de Aragón (España), el PP y el PAR firman el pacto de formación de un Gobierno de coalición.
- 23 de febrero: en Argelia se aprueba ―a través de un referéndum― una reforma constitucional que acabará con el partido único.
- 23 de febrero: en Japón se producen multitudinarios funerales por Hirohito, el recientemente fallecido emperador.
- 24 de febrero: en Irán, el líder islamista Ayatolá Jomeini ofrece una recompensa de tres millones de dólares estadounidenses a quien asesine al escritor angloindio Salman Rushdie, por entender que su novela Los versos satánicos ofende al islamismo.
- 24 de febrero: un Boeing 747 de United Airlines que volaba de Honolulu (Hawái) a Auckland (Nueva Zelanda), sufre daños en el fuselaje y 9 pasajeros (que no llevaban puesto el cinturón de seguridad) son succionados por la descompresión. Sobreviven 346 pasajeros después de que la nave aterriza a salvo en el aeropuerto. (Véase Vuelo 811 de United Airlines).
- 24 de febrero: en Argelia, una amplia mayoría aprueba la nueva Constitución que da paso al pluripartidismo.
- 24 de febrero: en España, el Consejo de Ministros español aprueba la plena incorporación de la mujer a todas las armas, cuerpos y escalas de las Fuerzas Armadas, aunque no tiene obligación de cumplir el servicio militar.
- 27-28 de febrero: en Venezuela sucede una serie de fuertes protestas, disturbios y saqueos conocida como Caracazo.
- 28 de febrero: en Tarapoto (Perú), la banda terrorista MRTA (Movimiento Revolucionario Túpac Amaru) asesina a un homosexual. Abandona el cuerpo de la víctima con un cartel que dice: «Así mueren los maricones». Anuncia que los homosexuales deberán abandonar la ciudad.[1]

### Marzo
- 3 de marzo: 
  - en Sudán, partidos y sindicatos llegan a un acuerdo para poner fin a la guerra civil que asola el país desde hace casi seis años.
  - 3 de marzo: en el aeropuerto El Dorado de la ciudad de Bogotá (Colombia) es asesinado José Antequera (dirigente de la Unión Patriótica) y herido Ernesto Samper (dirigente liberal).
  - 3 de marzo: en Riad (Arabia Saudita) finaliza el Mundial sub-20 donde la Selección de Portugal se corona campeón del mundo por primera vez en esta categoría al vencer 2-0 en la final a la Selección de Nigeria.
- 7 de marzo: Irán rompe relaciones diplomáticas con el Reino Unido debido a la publicación de la novela Los versos satánicos, del escritor angloindio Salman Rushdie. Sigue en pie la recompensa de tres millones de dólares para asesinar al escritor.
- 10 de marzo: En Malaui, un terremoto de 6,3 deja un saldo de 9 muertos y varios heridos.
- 12 y 13 de marzo: en Chile, inspectores estadounidenses de la FDA que revisaban la carga del Almería Star, con parte de la producción de la Exportadora Julia Saavedra, de Curacaví, encontraron en una caja de uvas de la variedad Flame Seedless, marca Crispy, dos granos con indicios de haber sido inyectados. Se declara un embargo por parte de Estados Unidos a la fruta chilena, desatando así la llamada crisis de las uvas.
- 13 de marzo: una tormenta solar azota Quebec (Canadá), seis millones de personas se ven afectadas por un gran apagón que dura 90 segundos, al paralizarse la red eléctrica de Montreal durante más de nueve horas, provocando pérdidas por valor de cientos de millones de dólares.
- 19 de marzo: en El Salvador, Alfredo Cristiani, candidato presidencial del partido de oposición, ARENA, derrota en las elecciones presidenciales celebradas en ese mismo día a Fidel Chávez Mena, candidato presidencial del partido oficial PDC.
- 22 de marzo: Clint Malarchuk de los Buffalo Sabres sufre una lesión contra los St. Louis Blues al habérsele cortado accidentalmente la arteria carótida y la vena yugular en un choque con Steve Tuttle de los Blues.
- 22 de marzo: en el Líbano, más de cien mil personas abandonan Beirut, ciudad sometida a continuos bombardeos por parte del ejército sirio y sus aliados de las facciones musulmanas drusas, en lucha contra las fuerzas cristianas del general Michel Aoun.
- 22 de marzo: en Paraguay, el diario ABC Color reinicia sus ediciones tras haber sido clausurada por la dictadura de Alfredo Stroessner el 22 de marzo de 1984.
- 23 de marzo: en Hungría se legaliza el derecho a la huelga. Es el segundo país de la Europa del Este que lo reconoce, tras Polonia.
- 23 de marzo: el asteroide 4581 Asclepius (de 300 m de diámetro) pasa a 0,70 millones de km de la Tierra (en comparación, la Luna se encuentra a unos 0,38 millones de km).
- 24 de marzo: en la bahía Prince William Sound (Alaska) el petrolero Exxon Valdez, con una carga de 1,48 millones de barriles de «crudo» (petróleo sin refinar), derrama 37 000 toneladas de hidrocarburo.
- 26 de marzo: se celebran las elecciones legislativas en la Unión Soviética.
- 26 de marzo: en Pavón (Guatemala) un grupo de presos toman 300 rehenes; quedan muertos y heridos.
- 29 de marzo: en París se inaugura la Pirámide del Louvre como nueva entrada al museo.
- 30 de marzo: en Buenos Aires se inaugura el "Museo de anatomía Juan José Naón" en la Facultad de Medicina de la Universidad de Buenos Aires.

### Abril
- 2 de abril: en Túnez, la Agrupación Constitucional Democrática obtiene los 141 escaños de la Asamblea Legislativa, en elecciones que renuevan por cinco años el mandato del presidente Zine el Abidine Ben Alí.
- 2 de abril: en Haití, la guardia personal del presidente Avril aborta un golpe de Estado.
- 2 de abril: en Túnez, Zine el Abidine Ben Alí consigue la victoria en las elecciones presidenciales.
- 5 de abril: en Polonia, el movimiento sindicalista Solidaridad es legalizado y así puede presentarse a las elecciones generales.
- 7 de abril: en Polonia, el Parlamento aprueba por gran mayoría la reforma constitucional y de las leyes sobre libertad sindical, asociación y ordenación electoral, pactadas por el Gobierno y la oposición.
- 7 de abril: en un hospital de Viena (Austria), con la detención de tres auxiliares y una enfermera se descubren una serie de asesinatos.
- 7 de abril: en Polonia, el Parlamento aprueba un conjunto de leyes de reforma, que incluye su propia disolución.
- 8 de abril en México, es capturado por la DEA el apodado “Jefe de Jefes”Miguel Ángel Félix Gallardo.
- 9 de abril: en Tiflis (Georgia), el Ejército Rojo aplasta una manifestación antisoviética (Tragedia del Nueve de Abril).

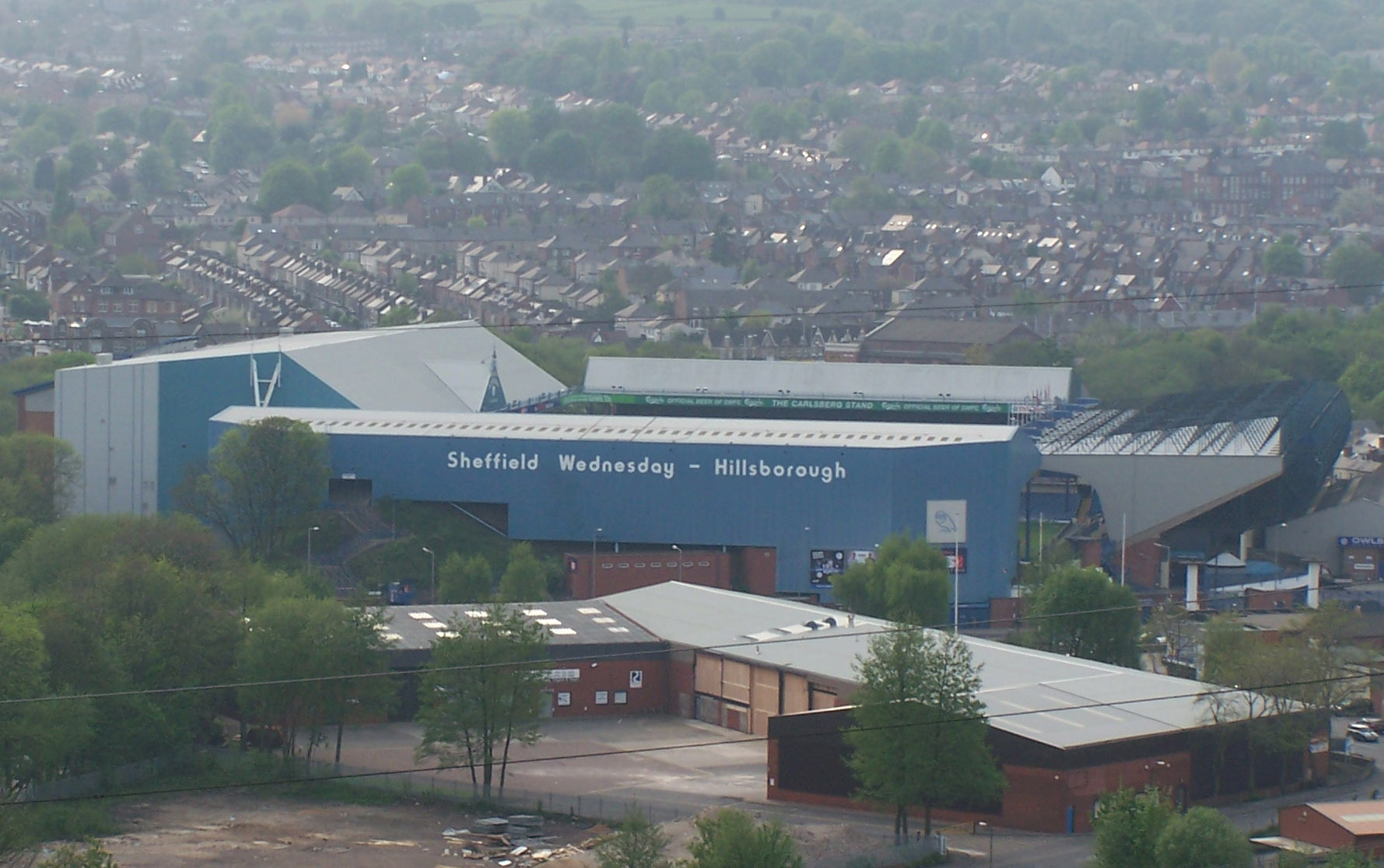
en el estadio Hillsborough fallecieron 96 personas aplastadas contra las vallas separadoras del terreno de juego a causa de una avalancha.

- 15 de abril: en el Estadio Hillsborough (Inglaterra) mueren 96 personas aplastadas contra la valla de seguridad (Tragedia de Hillsborough).
- 15 de abril: en Pekín (China) se inicia la revuelta de la plaza de Tiananmen tras la muerte de Hu Yaobang.
- 15 de abril: en Perú, el canal Stereo 33 se traslada definitivamente al canal 13 y se transforma en Global Televisión.
- 19 de abril: en altamar, se produce una explosión en una torreta del USS Iowa, matando a 47 marinos.
- 19 de abril: la Comisión de Cultura, Educación y Juventud del Parlamento Europeo declara el idioma catalán como una lengua oficial más de las instituciones europeas.
- 19 de abril: tras el fin de la tregua de ETA, el Gobierno español inicia la expulsión de etarras de Argel, empezando por los negociadores.
- 20 de abril: Colombia: el Gobierno colombiano aprueba tres decretos para hacer frente a los grupos paramilitares financiados por los narcotraficantes que han sembrado el terror en el país.
- 21 de abril: en Japón, Nintendo lanza oficialmente al mercado la consola portátil Game Boy.
- 26 de abril: en Japón se emite el primer episodio de la serie de animé Dragon Ball Z, creada por Akira Toriyama.
- 27 de abril: en Jordania, el rey Hussein anuncia convocatoria de elecciones.
- 28 de abril: en la localidad peruana de Molinos (Junín), el Ejército Peruano logra una decisiva victoria contra el movimiento terrorista MRTA.
- 30 de abril: Estados Unidos y Japón cooperan en la construcción de un nuevo avión de combate, el FSX.

### Mayo
- 1 de mayo: es electo en elecciones democráticas, tras la caída del dictador paraguayo Alfredo Stroessner, el general Andrés Rodríguez Pedotti.
- 2 de mayo: ratificación española del Convenio Europeo para la Prevención de la Tortura y los Tratos Inhumanos o Degradantes.
- 2 de mayo: primera abertura de la cortina de hierro cuando Hungría abre su frontera con Austria.
- 5 de mayo: se funda el PRD en México.
- 5 de mayo: un incendio devasta el salón de sesiones de la Cámara de diputados en México. Muere una persona.[2]
- 6 de mayo: el tema Rock Me, del grupo musical yugoslavo Riva, resulta vencedor en la XXXIV Edición de Eurovisión celebrado en Suiza.
- 7 de mayo: Jaime Paz Zamora del MIR gana las elecciones presidenciales de Bolivia.
- 7 de mayo: en Panamá se celebran las elecciones generales.
- 14 de mayo: en Argentina Carlos Menem es elegido nuevo presidente.
- 15 de mayo: el sapo dorado es visto por última vez. Se considera extinguido.
- 16 de mayo: en Colombia se perpetra un atentado terrorista ―atribuido al Cartel de Medellín― con la dinamitación de la sede de un noticiero de televisión, propiedad de Jorge Enrique Pulido.
- 22 de mayo: la banda británica Queen lanza el disco The Miracle con éxitos como I Want It All (canción) , Breakthru , The Invisible man (canción) , etc.
- 24 de mayo: se estrena Indiana Jones y la última cruzada en Estados Unidos.
- 30 de mayo: en Colombia, Miguel Maza Márquez, director del DAS, sale ileso de un atentado terrorista con coche bomba perpetrado por el Cartel de Medellín en el sector de Chapinero en Bogotá, la explosión deja 6 muertos y 50 heridos.
- 31 de mayo: en un bar de Tarapoto (Perú), la banda terrorista MRTA (Movimiento Revolucionario Túpac Amaru) asesina a ocho travestis. Pocos días después, declararon que los homosexuales eran «lacras sociales utilizadas para corromper a la juventud».[1]
- 31 de mayo: en Colombia, el equipo de fútbol Atlético Nacional se impone en la final de la Copa Libertadores al Club Olimpia de Paraguay, por marcador de 5-4 en penaltis, al perder en el partido de ida 2-0 y remontar 0-2 en la vuelta.

### Junio
- 1 de junio: en El Salvador, Alfredo Cristiani, toma posesión de su cargo como presidente.
- 2 de junio: en Italia, un grupo de biólogos descubren el mecanismo para crear animales transgénicos en laboratorio.

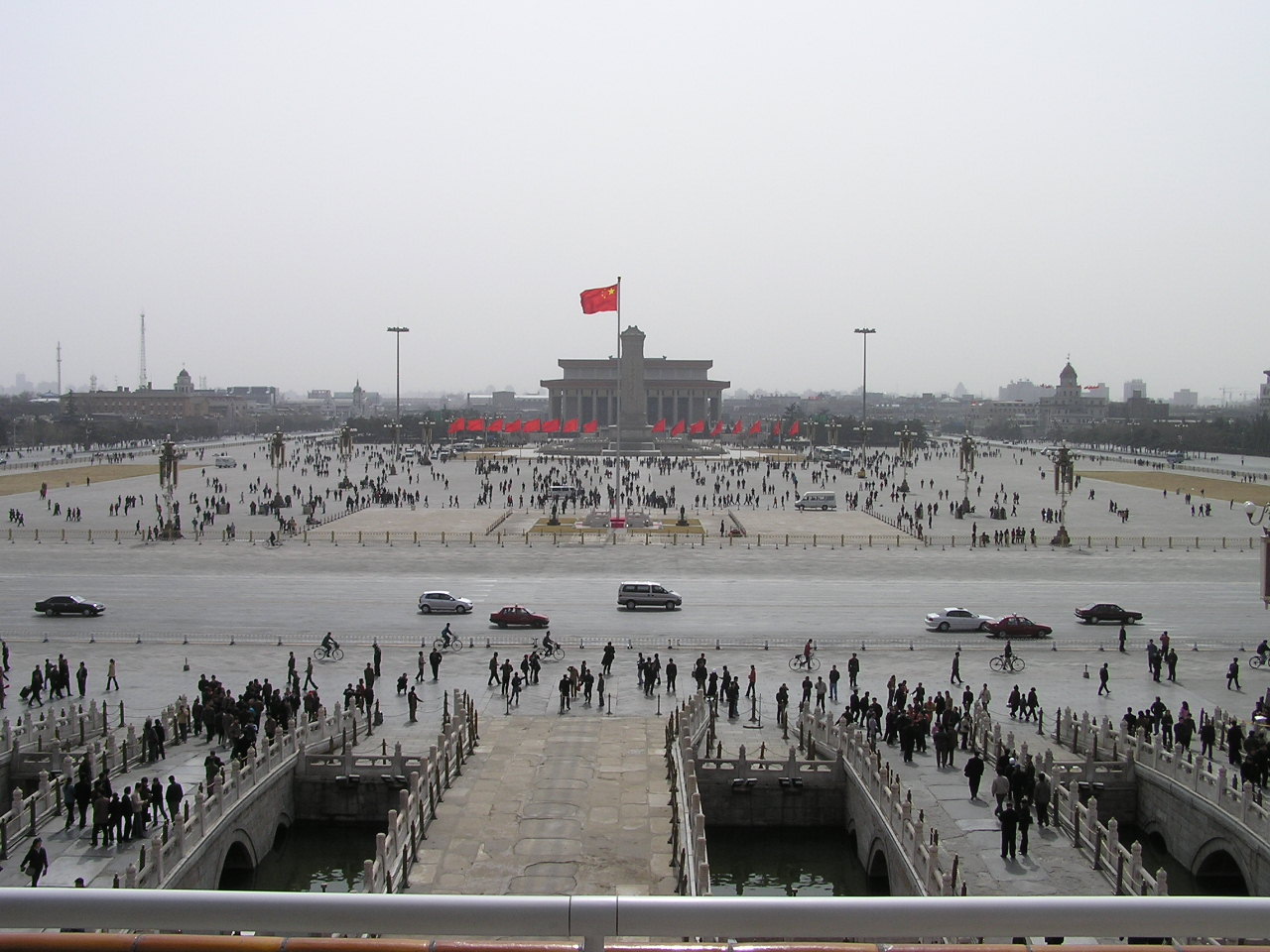
La plaza de Tiananmen (China) fue centro de grandes protestas que terminaron en una dura represión.

- 3 de junio: fallece el ayatolá y líder supremo iraní Ruhollah Jomeiní.
- 4 de junio: en Pekín (China) suceden las Protestas de la Plaza de Tian'anmen de 1989. Las protestas y manifestaciones de estudiantes concluyen con una dura represión por parte del gobierno chino que causan un gran número de muertos y heridos.
- 5 de junio: en Pekín (China) el «rebelde desconocido» detiene por cerca de media hora a una columna de tanques durante la Revuelta de la Plaza de Tiananmen.
- 15 de junio: Patrick Hillery y Charles Haughey ganan las elecciones generales de Irlanda.
- 15 de junio: Nirvana sacaría su primer álbum llamado ¨Bleach¨ a través del sello independiente Sub Pop
- 16 de junio: en Budapest (Hungría) en la conmemoración del 31 aniversario de la ejecución de Imre Nagy y de otros mártires de la Revolución húngara de 1956, Viktor Orbán pronuncia un discurso exigiendo tanto elecciones libres como la retirada de las tropas de la Unión Soviética.
- 28 de junio: en Kosovo, Slobodan Milošević pronuncia el célebre Discurso de Gazimestan, inicio de los graves acontecimientos bélicos en los Balcanes.
- 30 de junio: en Sudán, Omar Hasan Ahmad al-Bashir dirige un golpe militar para derrocar a Ahmed al-Mirghani y a Sadiq al-Mahdi (presidente y primer ministro respectivamente) y tomar el control del país.

### Julio
- 1 de julio: comienza la 34.ª edición de la Copa América 1989 en Brasil.
- 2 de julio: en México, el Partido Revolucionario Institucional (PRI) pierde por primera vez en 60 años una elección estatal al ganar el Partido Acción Nacional los comicios en Baja California, siendo su candidato Ernesto Ruffo Appel.
- 4 de julio: al occidente de la ciudad de Medellín (Colombia), el Cartel de Medellín asesina mediante la explosión de un coche bomba a Antonio Roldán Betancur (gobernador de Antioquia) y a cuatro personas más.
- 5 de julio: 
  - Fallece el ingeniero británico Maurice Philippe.
  - Falso operativo en el edificio Altos del Portal en Bogotá, Colombia. 4 masacrados por militares involucrados con Gonzalo Rodríguez Gacha.
- 8 de julio: en Buenos Aires, Carlos Menem asume como presidente de Argentina.
- 16 de julio: en Río de Janeiro (Brasil) Finaliza la Copa América 1989 con la misma Selección Anfitriona Campeona por Cuarta Vez tras ganarle por la mínima diferencia 1-0 a la Selección Uruguay con gol de Romario. Y América campeón de la Liga 1988-89 vence a Cruz Azul.
- 18 de julio: en West Hollywood, la actriz Rebecca Schaeffer es asesinada a balazos por uno de sus fanes.
- 19 de julio: el Vuelo 232 de United Airlines se estrella cerca de Sioux City, Iowa, Estados Unidos falleciendo 110 de sus 285 pasajeros y uno de sus 11 tripulantes.
- 26 de julio: en Almería (España) se funda la Unión Deportiva Almería.
- 28 de julio: Akbar Hashemí Rafsanyaní, elegido presidente de Irán por una inmensa mayoría de votantes. El mismo día se aprueban en plebiscito reformas introducidas en la Constitución de Irán.

### Agosto
- 1 de agosto: en la provincia de Papúa (Indonesia), un terremoto de 6,0 deja 120 muertos.
- 6 de agosto: en La Paz (Bolivia) asume la presidencia el socialdemócrata Jaime Paz Zamora.
- 14 de agosto: en Sudáfrica, el presidente Pieter Botha anuncia su dimisión, tras una dura disputa con Frederik de Klerk, designado su sucesor.
- 18 de agosto: en la Plaza Central de Soacha, 18 km al oeste de Bogotá (Colombia) a las 20:45 h sicarios bajo las órdenes del político Alberto Santofimio (bajo las órdenes del narcotraficante Pablo Escobar) asesinan al candidato presidencial colombiano Luis Carlos Galán (45), al concejal de Soacha Julio César Peñaloza (35) y al coronel de la policía Valdemar Franklin Quintero (48), quien había salvado a Galán en la Universidad de Medellín de un atentado con misil dos semanas antes.
- 19 de agosto: en Austria y Hungría, el Pícnic Paneuropeo tiene lugar sobre la frontera entre los dos países.
- 19 de agosto: el gobierno del presidente colombiano Virgilio Barco le declara la guerra al Cartel de Medellín y establece la extradición por vía administrativa, el secuestro de bienes del narcotráfico y la detención preventiva sin cargos judiciales de sospechosos de pertenecer a esa organización narcoterrorista. 4000 personas son detenidas por el Ejército Nacional, en una oleada de 207 allanamientos en todo el país. Paralelamente la Policía realiza otros 298 operativos, y conduce a la cárcel otros tantos sospechosos. Además se crea el Bloque de búsqueda con la misión de cazar a los principales capos del cartel. Comandado por el coronel Hugo Martínez Poveda y los mayores Danilo González, Hugo Aguilar y Orlando Riaño Vanegas está compuesto por 450 hombres de la Policía y el Ejército, más 50 miembros de inteligencia.
- 20 de agosto: en el río Támesis, frente a Londres (Reino Unido), el bote de recreo Marchioness se hunde después una colisión con el pescador Bowbelle; mueren 51 personas.
- 23 de agosto: en Estonia, Letonia y Lituania: tiene lugar la manifestación conocida como Cadena Báltica, en demanda de una mayor autonomía para las Repúblicas Bálticas.

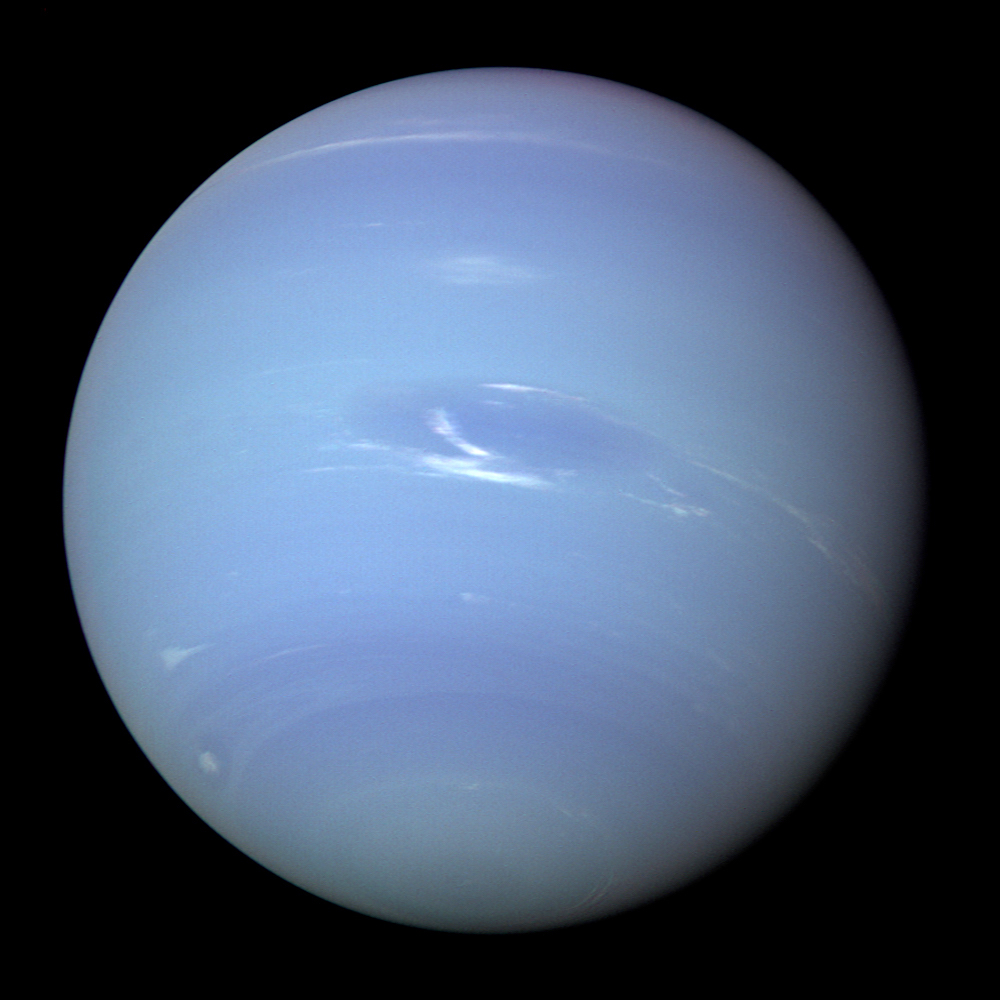
La nave Voyager 2 en el planeta Neptuno.

- 25 de agosto: la sonda estadounidense Voyager 2 realiza su máximo acercamiento al planeta Neptuno. Seis nuevos satélites del planeta son descubiertos.
- 30 de agosto: el español Juan Antonio Samaranch, único candidato, es reelegido por aclamación presidente del COI (Comité Olímpico Internacional).
- 31 de agosto: Libia y Chad firman un acuerdo sobre la franja de Auzu, lo que pone fin a más de 15 años de litigio fronterizo entre ambos países.

### Septiembre
- 1 de septiembre: 
  - En México de inaugura la Línea 1 del Tren Eléctrico Urbano en la Ciudad de Guadalajara
  - En Argentina, el presidente Carlos Menem decreta la privatización de la empresa estatal de teléfonos Entel.
  - En Panamá, Francisco Rodríguez se convierte en presidente.
- 2 de septiembre: En Bogotá (Colombia), a las 6:45 a. m., un atentado terrorista atribuido al Cartel de Medellín destruye las instalaciones del diario El Espectador; deja 1 muerto y 71 heridos.
- 4 de septiembre: En La Habana (Cuba), se estrella un avión cubano; mueren 170 personas.
- 5 de septiembre: La Federación Internacional de Atletismo le quita el récord mundial de velocidad al atleta canadiense Ben Johnson por dopaje.
- 6 de septiembre: 
  - Frederik W. de Klerk gana las elecciones generales en Sudáfrica.
  - Ruud Lubbers gana las elecciones generales en los Países Bajos.
- 7 de septiembre: En El Salvador, el FMLN anuncia un alto el fuego unilateral para facilitar el diálogo con el gobierno salvadoreño.
- 12 de septiembre: En Polonia, el Parlamento otorga su confianza al gabinete propuesto por Tadeusz Mazowiecki, primer gobierno no comunista desde la Segunda Guerra Mundial.
- 13 de septiembre: En México comienzan reuniones entre representantes del Gobierno salvadoreño y la guerrilla del FMLN.
- 18 de septiembre: En Puerto Rico, el huracán Hugo causa graves daños.
- 19 de septiembre: El Vuelo 772 de UTA se estrella en el desierto del sáhara a consecuencia de una explosión en pleno vuelo, no quedan sobrevivientes.
- 20 de septiembre: 
  - Frederik W. de Klerk se convierte en presidente de Sudáfrica.
  - Fallece el expiloto estadounidense Richie Ginther.
- 21 de septiembre: En Carolina del Sur, el huracán Hugo causa graves daños.

### Octubre
- 3 de octubre: 
  - se da el fallido golpe militar del 3 de octubre al régimen del general Manuel Antonio Noriega, por un grupo de oficiales de las Fuerzas de Defensa de Panamá al mando del mayor Moisés Giroldi.
  - en la República Democrática Alemana (RDA), el gobierno cerra la frontera con Checoslovaquia por prevenir una salida de refugios al Occidente.
- 4 de octubre: en Venezuela, se funda el Caracas Fútbol Club de la mano del Dr. Guillermo Valentiner y la Organización Cocodrilos.
- 5 de octubre: en Suecia, el líder religioso y político tibetano Tenzin Gyatso (quien afirma ser la decimocuarta reencarnación del dalái lama) es galardonado con el premio Nobel de la Paz.
- 9 de octubre: en Valencia empieza sus emisiones la televisión pública Canal Nou.
- 9 de octubre: en Santiago de Chile, el Canal 13 transmite el primer debate presidencial registrado en Hispanoamérica.
- 9 de octubre: en Leipzig, comienzan las protestas contra el gobierno de la RDA.
- 16 de octubre: en Bucaramanga (Colombia), el Cartel de Medellín realiza un atentado terrorista con coche bomba y destruye las instalaciones del diario Vanguardia Liberal; deja 4 muertos y 6 heridos.
- 16 de octubre: en Barcelona (Cataluña) se inaugura SICYD, unas de las primeras BBS multiusuario y pionera de Internet en España.
- 16 de octubre: en los Estados Unidos, el informático Richard Sexton, en un mensaje por Usenet, delinea la ley de Godwin («pierde una discusión el primer participante que mencione a Hitler o a los nazis»).

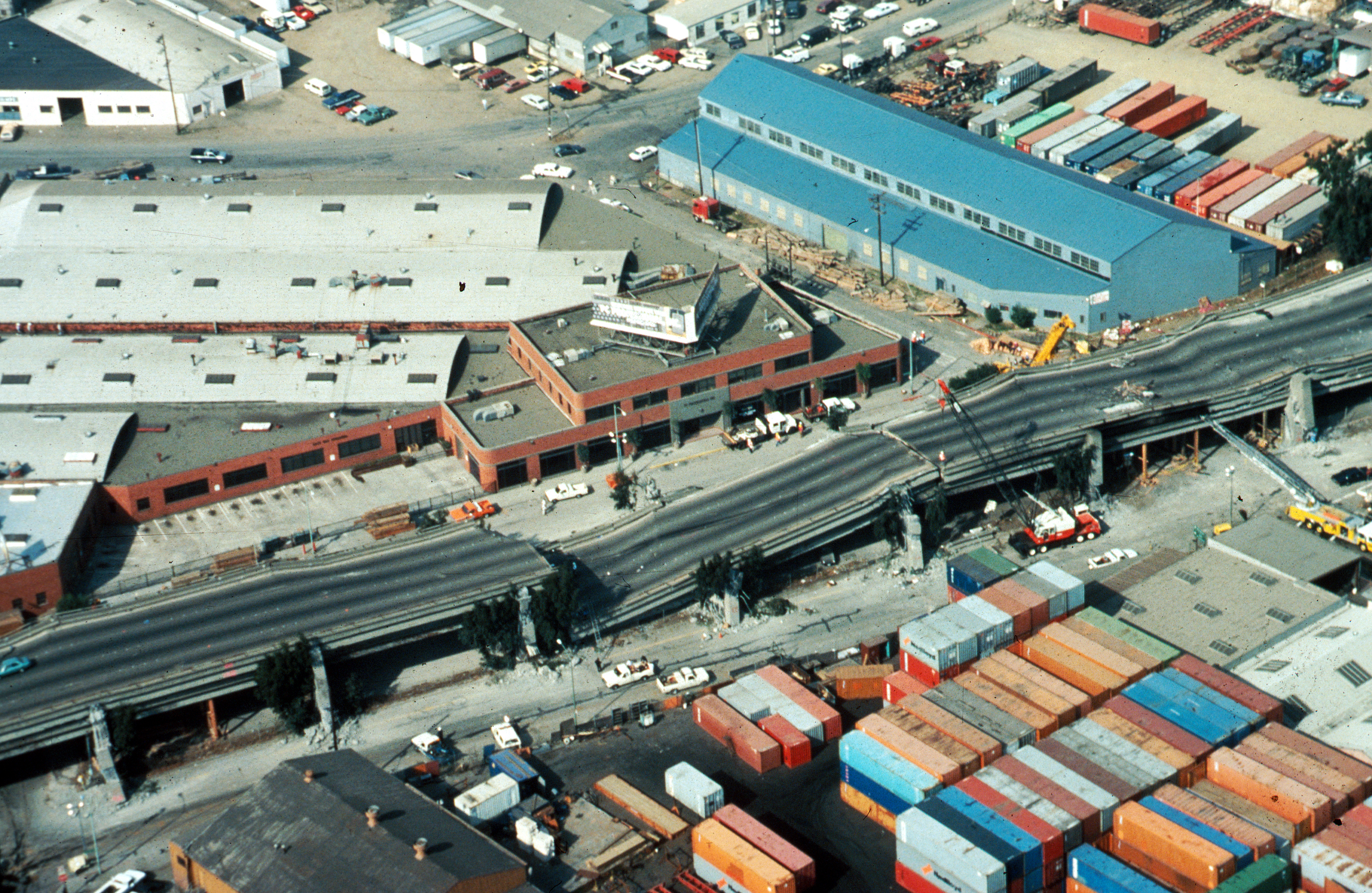
Terremoto de Loma Prieta, en la ciudad de San Francisco (California).

- 17 de octubre: en San Francisco, Estados Unidos, un terremoto de 6,9 deja 63 muertos y 3.757 heridos.
- 18 de octubre: Estados Unidos lanza la misión Galileo con destino Júpiter.
- 18 de octubre: en la República Democrática Alemana (RDA), el líder comunista Erich Honecker es forzado de resignar del cargo.
- 19 de octubre: en la Central nuclear de Vandellós (España) sucede un incidente nuclear nivel 3.
- 23 de octubre: en Madrid se funda el diario El Mundo del Siglo XXI.
- 29 de octubre: en España, Felipe González es reelegido presidente; es la tercera mayoría absoluta consecutiva para el PSOE.
- 29 de octubre: el periodista colombiano Jorge Enrique Pulido es víctima de un atentado en su contra, y muere 10 días después. El crimen es atribuido al Cartel de Medellín.
- 29 de octubre. Dos terremotos de 5,9 sacuden el norte de Argelia dejando 35 fallecidos.
- 31 de octubre: en Turquía, Turgut Ozal asume la presidencia.

### Noviembre
- 1 de noviembre: la República Democrática Alemana vuelve a abrir la frontera con Checoslovaquia.
- 7 de noviembre: el primer ministro australiano Bob Hawke crea APEC (Foro de Cooperación Económica Asia Pacífico).

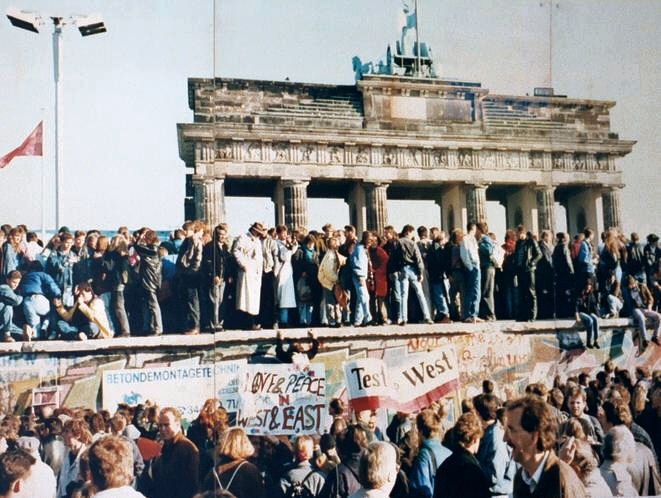
Caída del Muro de Berlín.

- 9 de noviembre: la República Democrática Alemana (RDA) decide la apertura de sus fronteras a Occidente. Cae el Muro de Berlín, donde durante 28 años fueron asesinadas 79 personas al intentar franquearlo.
- 10 de noviembre: en Bulgaria, el líder comunista Todor Zhivkov es despedido del cargo.
- 11 de noviembre: en El Salvador, el FMLN lanza una ofensiva militar sobre San Salvador y otras ciudades importantes del país.
- 12 de noviembre: en El Salvador, dentro del contexto de la ofensiva insurgente lanzada por el FMLN el día anterior, el presidente Alfredo Cristiani ordena una intervención militar a la Universidad de El Salvador que la mantendría cerrada hasta el siguiente año.
- 13 de noviembre: Juan Adán II deviene el nuevo príncipe de Liechtenstein, al fallecimiento de su padre, Francisco José II.
- 15 de noviembre: en Medellín (Colombia) el árbitro de fútbol Álvaro Ortega es asesinado por sicarios pagados por apostadores. Se suspende el campeonato de Fútbol Profesional Colombiano.
- 15 de noviembre: en Brasil, Fernando Collor de Mello gana la primera vuela de la elecciones presidenciales brasileñas.
- 16 de noviembre: en San Salvador (El Salvador) ―en plena vigencia del estado de sitio y en medio del toque de queda impuesto por el Gobierno―, un comando de las Fuerzas Armadas formado por miembros del Batallón Atlácatl irrumpe en una de las residencias de los sacerdotes jesuitas de la Universidad Centroamericana "José Simeón Cañas" y asesina a seis sacerdotes jesuitas y a dos empleadas (una de ellas menor de edad). Entre los asesinados se encuentra el rector de la UCA, Ignacio Ellacuría, el director del Instituto de Derechos Humanos de esa Universidad, Segundo Montes e Ignacio Martín-Baró.
- 17 de noviembre: en Praga (Checoslovaquia), se inicia la Revolución de Terciopelo.
- 18 de noviembre: el tema Una canción no es suficiente, de la mexicana Analí, resulta vencedor en la XVIII Edición del Festival OTI Internacional celebrado en Estados Unidos.
- 23 de noviembre: en Colombia, la policía mata en un operativo a Mario Henao Vallejo (alias Paco), cuñado de Pablo Escobar.
- 26 de noviembre: en Uruguay se celebran elecciones generales, que ganará Luis Alberto Lacalle.
- 26 de noviembre: en Honduras se celebran elecciones generales, que ganará Rafael Leonardo Callejas.
- 27 de noviembre: entre Soacha y la localidad de Ciudad Bolívar de Bogotá (Colombia), un Boeing 727 de Avianca que volaba de Bogotá a Cali estalla en pleno vuelo; mueren los 107 ocupantes. Se culpa a Pablo Escobar y a Gonzalo Rodríguez Gacha, jefes del Cartel de Medellín. (Véase Vuelo 203 de Avianca).

### Diciembre
- 1 de diciembre: lanzamiento del observatorio espacial internacional Granat.
- 3 de diciembre: en Venezuela se realizan por primera vez elecciones locales para elegir gobernadores, alcaldes, concejales y miembros de juntas parroquiales.
- 3 de diciembre: Fernando Martín, jugador español de baloncesto muere en un accidente de tráfico en España.
- 6 de diciembre: en el sector de Paloquemao en Bogotá, (Colombia) el edificio del DAS (inteligencia colombiana) es destruido en un atentado terrorista por un camión cargado con 500 kilogramos de explosivos: mueren 103 personas y otras 600 quedan heridas, además de centenares de locales comerciales destruidos. Se salva Miguel Alfredo Maza Márquez, director de la institución. El acto fue provocado por Pablo Escobar, líder del Cartel de Medellín.
- 6 de diciembre: en Montreal (Canadá) se produce la masacre de la Escuela Politécnica de Montreal.
- 11 de diciembre: Estados Unidos lanza la sonda Mars Climate Orbiter, que al llegar a Marte se destruirá por un error de navegación.
- 13 de diciembre en Pensylvania la famosa cantante y actriz Taylor Swift
- 15 de diciembre: en Tolú, Colombia, la policía abate al narcotraficante colombiano Gonzalo Rodríguez Gacha, alias El Mexicano, uno de los jefes del Cartel de Medellín, también fue abatido su hijo Freddy Rodríguez.
- 16 de diciembre: en Timisoara (Rumania) comienza la Revolución rumana contra el régimen comunista de Nicolae Ceauşescu. La rebelión durará una semana.
- 17 de diciembre: en Brasil se celebran las primeras elecciones libre después de 29 años de dictadura.
- 17 de diciembre: en Estados Unidos se emite el primer capítulo de la serie animada Los Simpson.

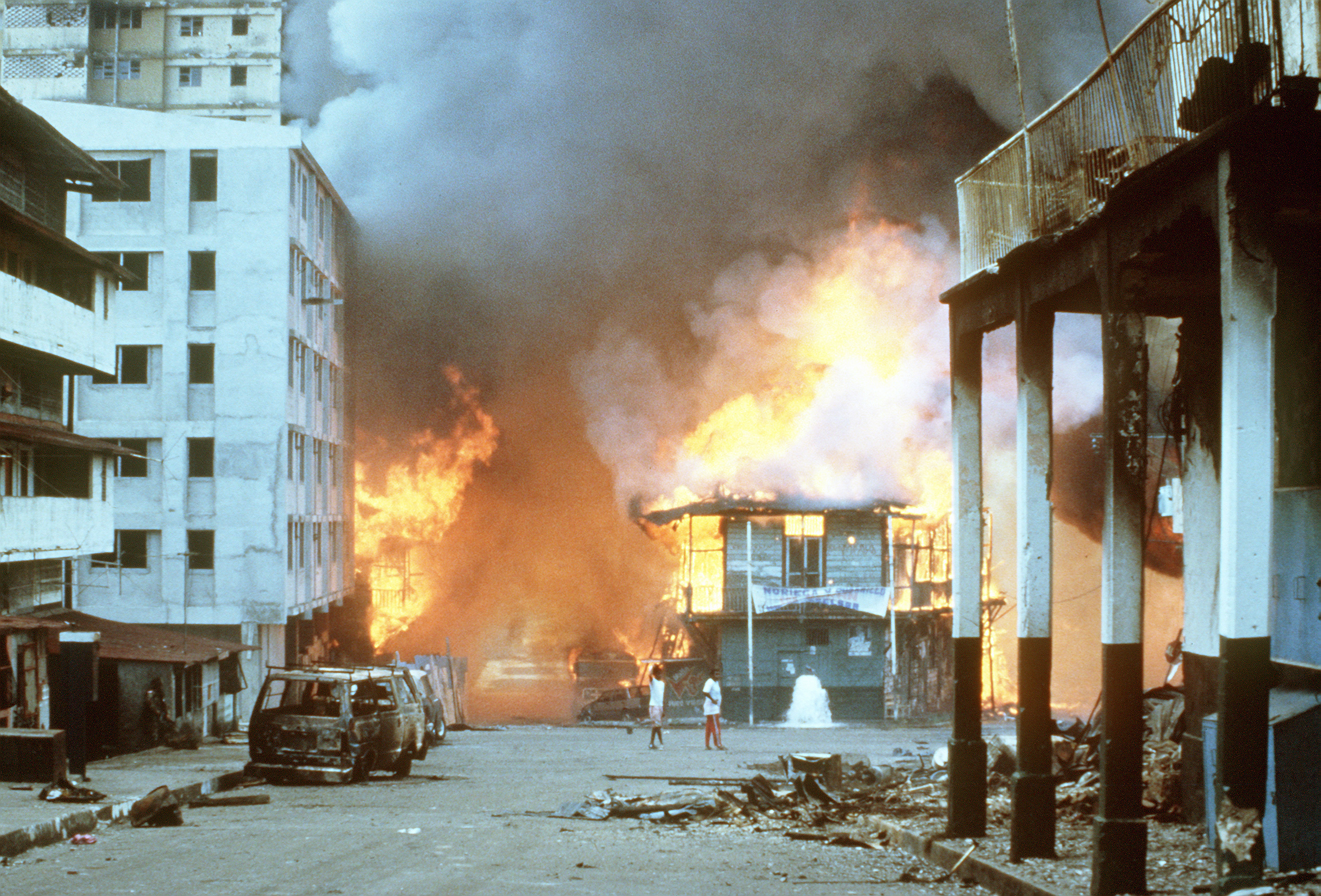
Invasión de Panamá por soldados estadounidenses.

- 20 de diciembre: el Ejército de Estados Unidos invade Panamá, con el objetivo de deponer al general Manuel Antonio Noriega y establecer al gobierno de Guillermo Endara, el cual había sido elegido en mayo del mismo año, pero cuya elección había sido anulada por el gobierno militar del general Noriega.
- 20 de diciembre: en un pozo a 197 metros bajo tierra, en el área U3Lp del Sitio de pruebas atómicas de Nevada (a unos 100 km al noroeste de la ciudad de Las Vegas), a las 14:00 (hora local) Estados Unidos detona su bomba atómica Whiteface 1, de menos de 20 kt. Simultáneamente, en la superficie, detona la bomba Whiteface 2, también de menos de 20 kt. Son las bombas n.º 1104 y 1105 de las 1132 que Estados Unidos detonó entre 1945 y 1992.
- 22 de diciembre: triunfa la Revolución rumana, después de una semana de fuertes protestas, Nicolae Ceauşescu es derrocado y huye junto con su esposa Elena de Bucarest. En su lugar asume la presidencia Ion Iliescu.
- 24 de diciembre: La revista francesa France Football, la misma que entrega el Balón de Oro, entrega al futbolista hispanoargentino Alfredo Di Stéfano hasta ahora, el único Súper Balón de Oro de la historia siendo el mejor jugador del periodo de 30 años de 1959 a 1989
- 24 de diciembre: se da el inicio de la primera guerra civil Liberiana entre el gobierno de Liberia y grupos Rebelde, está guerra se extendería hasta 1996.
- 25 de diciembre: en Rumania, un grupo de soldados fusila al exdictador Nicolae Ceauşescu junto a su esposa, tras una condena a muerte decretada por una corte marcial.
- 25 de diciembre: un terremoto de 6,3 sacude el norte de Quebec.
- 28 de diciembre: Un terremoto de 5,6 en Newcastle (Australia) deja 13 fallecidos y daños estimados en 4 billones de dólares.
- 29 de diciembre: en Checoslovaquia, la Asamblea Federal elige unánimemente al dramaturgo Vaclav Havel nuevo presidente del país.
- 29 de diciembre: en la Bolsa de Madrid se pone en marcha el índice Ibex 35.

## Arte y literatura
- Miguel Argaya Roca obtiene el premio de poesía Rey Juan Carlos I por su libro Luces de gálibo.
- Ken Follett termina y publica su novela Los pilares de la tierra.

## Deporte

### Fútbol
- Copa de Europa: AC Milan se proclama campeón al derrotar por 4-0 al Steaua Bucarest en la final disputada en el Camp Nou de Barcelona.
- Copa de la UEFA: Napoli es campeón al vencer a Stuttgart por un marcador global de 5-4 (2–1 de ida, 3–3 de vuelta).
- Recopa de Europa de fútbol: FC Barcelona se proclama campeón al derrotar por 2-0 al conjunto italiano Sampdoria, en la final disputada en Berna (Suiza). Los goles del conjunto azulgrana son marcados por Julio Salinas y López Rekarte.
- Liga española de fútbol: Real Madrid, campeón.
- Copa del Rey: el Real Madrid, campeón al derrotar al Real Valladolid por 1-0 en la final.
- Balón de Oro: el neerlandés Marco van Basten, del AC Milan, es designado mejor futbolista del mundo del año por la revista France Football.
- Copa Libertadores de América: el club colombiano Atlético Nacional Se proclama campeón de la Copa desde la instancia de los penaltis gracias a la figura René Higuita, su arquero, sobre el Olimpia de Paraguay.
- Primera División Argentina: Independiente se proclama campeón argentino al derrotar por 2-1 al Deportivo Armenio.
- Primera B Nacional: Unión logra el ascenso a primera división luego de derrotar a su histórico rival Colón en las finales de ida y vuelta del octogonal por 2-0 y 1-0 respectivamente.
- Supercopa Sudamericana: en final de equipos argentinos, Boca Juniors vence a Independiente por penales y se proclama campeón.
- Copa Interamericana: Nacional se consagra campeón por segunda vez, venciendo en la final al Olimpia de Honduras, obteniendo así su octavo título internacional.
- Recopa Sudamericana: Nacional se consagra campeón por primera, vez venciendo en la final al Racing Club de Avellaneda, obteniendo así su noveno título internacional (logrando ser el equipo uruguayo con más títulos internacionales).
- Fútbol Chileno: se consagró campeón Colo-Colo, obteniendo el décimo sexto título en su historia.
- Fútbol Ecuatoriano: Barcelona se consagra campeón logrando su décimo título nacional en su palmarés.
- Fútbol Mexicano: América, consigue el título al vencer al Cruz Azul.
- Primera A colombiana: Torneo suspendido como consecuencia del asesinato del árbitro Álvaro Ortega.
- Copa Colombia: Independiente Santa Fe gana la final frente al Unión Magdalena 2-0 de local y 2-1 de visitante.

### Baloncesto
- Liga ACB: el FC Barcelona se proclama campeón.

### Automovilismo
- Fórmula 1: Alain Prost conquista el campeonato del mundo a bordo de un McLaren.
- WRC: Massimo Biasion gana su segundo título consecutivo a bordo de un Lancia Delta Integrale
- Rally Dakar: Ari Vatanen gana la competencia a bordo de un Peugeot 405 T16
- NASCAR: Rusty Wallace gana el título a bordo de un Pontiac Grand Prix
- CART: Emerson Fittipaldi gana el título a bordo de un Penske-Chevrolet
- 500 Millas de Indianápolis: Emerson Fittipaldi gana la competencia
- Turismo Carretera: Oscar Castellano gana su tercer título consecutivo a bordo de un Ford Falcon
- Turismo Competición 2000: Miguel Ángel Guerra gana el título a bordo de una Renault Fuego

### Montañismo
- 16 de mayo: Ricardo Torres Nava es el primer mexicano en hacer cumbre en el Monte Everest.[3]

### Motociclismo
- Campeonato del Mundo de Trial: Jordi Tarrés (España), campeón del mundo.
- Campeonato del Mundo de Motociclismo 80 c.c.: Manuel "Champi" Herreros (España), campeón del mundo.
- Campeonato del Mundo de Motociclismo 250 c.c.:Sito Pons (España), campeón del mundo.

### Rugby
- Campeonato central de rugby chileno: Universidad Católica campeón.

### Tenis
- Abierto de Australia: Hombres: Ivan Lendl a Miroslav Mecir. Mujeres: Steffi Graf a Helena Suková.
- Roland Garros: Hombres: Michael Chang a Stefan Edberg. Mujeres: Arantxa Sánchez Vicario a Steffi Graf.
- Wimbledon: Hombres: Boris Becker a Stefan Edberg. Mujeres: Steffi Graf a Martina Navratilova.
- US Open: Hombres: Boris Becker a Ivan Lendl. Mujeres: Steffi Graf a Martina Navratilova.

### Ciclismo
- Tour de Francia: Greg LeMond.
- Vuelta a España: Pedro Delgado.
- Giro de Italia: Laurent Fignon.
- Campeonato Mundial de Ciclismo en Ruta: Greg LeMond.
- Dauphiné Libéré: Charly Mottet.
- Vuelta a Aragón: Iñaki Gastón.
- Vuelta a Suiza: Beat Breu.
- Tour de l'Avenir: Pascal Lino.

## Videojuegos y tecnología
- 21 de abril: sale a la venta en Japón la videoconsola portátil Game Boy de Nintendo.
- Sale a la venta el primer videojuego de la saga de SimCity.
- Nintendo y Gunpei Yokoi sacan a la venta el juego Super Mario Land para el Game Boy.
- 29 de octubre : sale a la venta en Japón la Mega Drive de Sega
- la PC Engine de NEC  de lanza en América del Norte como la Turbografx
- Sale la venta del videojuego  DuckTales desarrollada por Capcom para la NES
- Aparece el videojuego de Buscaminas para Microsoft Windows y Linux
- La Sega Mega Drive se lanza en Norteamérica como la Sega Genesis
- Aparece el primer videojuego Prince of Persia de su franquicia

## Cine
- Licencia para matar de John Glen, con Timothy Dalton, Carey Lowell, Robert Davi y Talisa Soto.
- The Abyss de James Cameron, con Ed Harris, Mary Elizabeth Mastrantonio y Michael Biehn.
- Always (Para Siempre) de Steven Spielberg, con Richard Dreyfuss, Holly Hunter y John Goodman.
- Arma Letal 2 de Richard Donner, con Mel Gibson, Danny Glover, Joe Pesci y Patsy Kensit.
- Back to the Future Part II de Robert Zemeckis, con Michael J. Fox y Christopher Lloyd.
- Batman de Tim Burton, con Jack Nicholson, Michael Keaton y Kim Basinger.
- Black Rain de Ridley Scott, con Michael Douglas y Andy García.
- Calma Total de Phillip Noice, con Nicole Kidman, Sam Neill y Billy Zane.
- Campo de Sueños, de Phil Alden Robinson, con Kevin Costner, Amy Madigan, James Earl Jones, Ray Liotta y Burt Lancaster.
- Cinema Paradiso de Giuseppe Tornatore.
- Con su propia ley de John Irvin, con Patrick Swayze, Adam Baldwin, Helen Hunt, Bill Paxton, Ben Stiller y Liam Neeson.
- Corazones de hierro de Brian De Palma, con Michael J. Fox y Sean Penn.
- Creadores de sombra de Roland Joffé, con Paul Newman, Dwight Schultz, Bonnie Bedelia, John Cusack, Laura Dern y John C. McGinley.
- Delitos y faltas de Woody Allen, con Martin Landau, Woody Allen, Anjelica Huston, Alan Alda y Mia Farrow.
- Driving Miss Daisy de Bruce Beresford, con Morgan Freeman y Jessica Tandy.
- El cielo se equivocó de Emile Ardolino, con Robert Downey Jr., Cybill Shepherd, Ryan O´Neal y Mary Stuart Masterson.
- El Cadillac Rosa de Buddy Van Horn, con Clint Eastwood.
- El Club de los Poetas Muertos de Peter Weir, con Robin Williams, Robert Sean Leonard e Ethan Hawke.
- Francesco de Liliana Cavani, con Mickey Rourke y Helena Bonham Carter.
- Gran Bola de Fuego de Jim McBride, con Dennis Quaid, Winona Ryder y Alec Baldwin.
- Halloween 5: The Revenge of Michael Myers de Dominique Othenin-Girard, con Danielle Harris, Donald Pleasence y Ellie Cornell.
- Indiana Jones y la última cruzada de Steven Spielberg, con Harrison Ford y Sean Connery.
- Johnny el Guapo de Walter Hill, con Mickey Rourke, Ellen Barkin, Elizabeth McGovern y Morgan Freeman.
- La Caja de Música de Costa-Gavras, con Jessica Lange, Armin Mueller-Stahl y Lukas Haas.
- La historia interminable 2, de George Miller.
- La Sirenita de Ron Clements y John Musker.
- Los Cazafantasmas II de Ivan Reitman, con Bill Murray, Dan Aykroyd, Sigourney Weaver, Harold Ramis y Rick Moranis.
- Nacido el cuatro de julio de Oliver Stone, con Tom Cruise, Kyra Sedgwick y Willem Dafoe.
- Noches de Harlem de Eddie Murphy, con Eddie Murphy, Richard Pryor y Danny Aiello.
- We're No Angels de Neil Jordan, con Robert De Niro, Sean Penn y Demi Moore.
- Road House (De Profesión Duro) de Rowdy Herrington, con Patrick Swayze, Ben Gazzara, Kelly Lynch y Sam Elliott.
- Romero de John Duigan, con Raúl Juliá y Richard Jordan.
- Star Trek V: la última frontera de William Shatner, con William Shatner, Leonard Nimoy, DeForest Kelley.
- Su Coartada de Bruce Beresford, con Tom Selleck y Paulina Porizkova.
- Tango y Cash de Andrei Konchalovsky, con Sylvester Stallone y Kurt Russell.
- Tiempos de Gloria de Edward Zwick, con Matthew Broderick, Denzel Washington, Cary Elwes y Morgan Freeman.
- Tiro Mortal de John Frankenheimer, con Don Johnson, Penelope Ann Miller y William Forsythe.
- Tremors de Ron Underwood, con Kevin Bacon y Fred Ward.

Todas las fechas pertenecen a los estrenos oficiales de sus países de origen, salvo que se indique lo contrario.

## Música

### Festivales
- El 6 de mayo se celebra la XXXIV edición del Festival de la Canción de Eurovisión en Lausana,  Suiza.
  - Ganador/a: El grupo Riva con la canción «Rock me» representando a Yugoslavia .
- El 18 de noviembre se celebra la XVIII edición del Festival OTI de la Canción en Miami,  Estados Unidos.
  - Ganador/a: La cantante Analí con la canción «Una canción no es suficiente» representando a México .

### Discografía
- Aerosmith: Pump
- Alaska y Dinarama: Fan fatal
- Alejandro Magno: Los chulos son pa' cuidarlos
- Alejandra Guzmán: Dame tu amor.
- Álex & Christina: El ángel y el diablo
- Alux Nahual: La trampa.
- Ana Gabriel: Quién como tú.
- Annihilator: Alice in Hell.
- Anthrax: Penikufesin.
- Attaque 77: Dulce Navidad.
- B'z: Off the Lock (21 de mayo).
- Bad Religion: No Control.
- Badlands: Badlands
- Barricada: Pasión por el ruido
- Bee Gees: One.
- Billy Joel: Storm Front.
- Binomio de Oro: De exportación.
- Black Sabbath: Headless Cross.
- Blind Guardian: Follow The Blind.
- Bob Dylan: Dylan & The Dead.
- Bob Dylan: Oh Mercy.
- Braulio: Cortar por lo sano
- Bronco: A todo galope
- Bryan Adams: Live! Live! Live!
- Cantando Aprendo a Hablar: Cantando aprendo a hablar
- Carcass: Symphonies of Sickness.
- Carlos Vives: Al centro de la ciudad.
- Cher: Heart of Stone.
- Chris Rea: The Road to Hell
- Cinderella: Long Cold Winter.
- Cyndi Lauper: A Night to Remember.
- Daniela Romo: Quiero amanecer con alguien.
- Death Angel: Frolic Through the Park
- Debbie Gibson: Electric Youth.
- Depeche Mode: 101.
- Diomedes Díaz: El cóndor herido
- Dream Theater: When Day and Dream Unite
- Duran Duran: Decade: Greatest Hits.
- Dyango: Suspiros
- El Gran Combo de Puerto Rico: Ámame
- El Gran Combo de Puerto Rico: Latin Up
- El Tri: 21 Años después.
- El Súper Show de los Vaskez: Pollito con papas
- Eminem graba una de sus primeras canciones "Foolish Pryde" cuando tenía alrededor de 16 años. [cita requerida]
- Emmanuel: Quisiera.
- Enanitos Verdes: Había una vez...
- Erasure: Wild!
- Esclarecidos: De espaldas a ti.
- Faith No More: The Real Thing.
- Flans: Cuéntamelo Dum-Dum.
- Franco De Vita: Al norte del sur.
- Germán Coppini: Flechas negras
- Gloria Trevi: ...Qué hago aquí?
- Grupo Niche: Tapando el hueco.
- Hermética: Hermética.
- Hombres G: Voy a pasármelo bien.
- Iced Earth: Enter the Realm (EP).
- Jean-Michel Jarre: Jarre Live
- Jerry Rivera: Empezando a vivir
- Joe Satriani: Flying in a Blue Dream.
- Joe Vasconcellos: Esto es sólo una canción
- José José: ¿Qué es el amor?
- Juan Luis Guerra 4.40: Ojalá que llueva café.
- Julio Iglesias: Raíces.
- Karina: Desde mi sueño
- King Diamond: Conspiracy.
- Kiss: Hot in the Shade.
- Las Chicas del Can: Juana la cubana
- Laureano Brizuela: 4 - Griten.
- Laureano Brizuela: Viajero del tiempo.
- Lenny Kravitz: Let Love Rule.
- Linda Jo Rizzo: Passion / Perfect Love
- Lisa Stansfield: Affection.
- Liza Minnelli: Results
- Loco Mía: Taiyo.
- Los Chiches del Vallenato: Uno A.
- Los Diablitos: Nuestra música.
- Los Jaivas: Si tú no estás.
- Los Nikis: La hormigonera asesina.
- Los Palmeras: Ayúdanos señor
- Los Tigres del Norte: Corridos prohibidos.
- Los Tigres del Norte: Triunfo sólido.
- Los Toreros Muertos: Mundo Caracol.
- Lucero: Cuéntame.
- Lucía Méndez: Lucía es Luna morena.
- Luis Ángel: Señales de vida
- Luis Enrique: Mi Mundo
- Madonna: Like a Prayer.
- Magneto: 40 grados.
- Mägo de Oz: Y qué más da
- Manuel Mijares: Un hombre discreto.
- Martika: Martika
- Mazapán: Los instrumentos
- Melissa: Perdiendo el control
- Miguel Gallardo: América
- Minor Threat: Complete Discography
- Mike Oldfield: Earth Moving
- Miki González: Nunca les creí
- Morbid Angel: Altars of Madness
- Mötley Crüe: Dr. Feelgood
- Motörhead: No Sleep at All
- N.W.A.: Straight Outta Compton.
- New Order: Technique.
- Nicole: Tal Vez Me Estoy Enamorando.
- Nine Inch Иails: Pretty Hate Machine.
- Nirvana: Bleach.
- NOFX: S&M Airlines.
- Nosequién y Los Nosecuántos: No somos nada.
- Onslaught: In search of sanity
- Onda Vaselina: La onda vaselina
- Ozzy Osbourne: No Rest for the Wicked.
- Pablo Ruiz: Océano.
- Pandora: 999 razones.
- Patricio Rey y sus Redonditos de Ricota: ¡Bang! ¡Bang!... Estás liquidado.
- Paul McCartney: Flowers In The Dirt.
- Phil Collins: ...But Seriously.
- Pixies: Doolittle.
- Queen: The Miracle.
- Rage (banda): Secrets in a Weird World
- Raphael: Maravilloso, corazón, maravilloso.
- Red Hot Chili Peppers: Mother's Milk.
- Richard Marx: Repeat Offender.
- Río: Revolución.
- Roberto Carlos: Sonríe
- Roberto Zanetti: Goodbye
- Rocío Jurado: Punto de partida
- The Rolling Stones: Steel Wheels.
- Rush: A Show of Hands.
- Rush: Presto.
- Sasha Sokol: Trampas de luz.
- Sepultura: Beneath the Remains.
- Sergio Dalma: Esa chica es mía.
- Simple Minds: Street Fighting Years
- Simply Red: A New Flame.
- Skid Row: Skid Row.
- Soda Stereo: Languis.
- Soundgarden: Louder than Love.
- Luis Alberto Spinetta: Don Lucero.
- Suicidal Tendencies: Controlled By Hatred/Feel Like Shit...Deja Vu.
- Tatiana: Las cosas que he visto
- Tears for Fears: The Seeds of Love.
- Testament: Practice What You Preach.
- The B-52's: Cosmic Thing.
- The Beach Boys: Still Cruisin'
- The Creatures: Boomerang
- The Cure: Disintegration.
- The Ramones: Brain Drain.
- The Stone Roses: The Stone Roses.
- The Sugarcubes: Here Today, Tomorrow, Next Week!
- Timbiriche: Los clásicos de Timbiriche
- Tina Turner: Foreigh Affair.
- Varios Artistas: Eterna Navidad (versión USA)
- Uriah Heep: Raging Silence
- X Japan: Blue Blood.
- Yola Polastri: Hola Yola Rocker
- Yuri: Sui Generis.

## Premios Nobel
- Física: Norman Foster Ramsey, Hans Georg Dehmelt y Wolfgang Paul.
- Química: Sidney Altman y Thomas R. Cech.
- Medicina: John Michael Bishop y Harold E. Varmus.
- Literatura: Camilo José Cela.
- Paz: Tenzin Gyatso (decimocuarta encarnación del dalái lama).
- Economía: Trygve Haavelmo.

## Premios Príncipe de Asturias
- Artes: Oscar Niemeyer.
- Ciencias Sociales: Enrique Fuentes Quintana.
- Comunicación y Humanidades: Pedro Laín Entralgo.
- Concordia: Stephen Hawking.
- Cooperación Internacional: Jacques Delors y Mijaíl Gorbachov.
- Deportes: Severiano Ballesteros.
- Investigación Científica y Técnica: Guido Münch.
- Letras: Ricardo Gullón.

## Premio Cervantes
- Augusto Roa Bastos.[4]

## Efemérides
- 20 de abril: Un centenario del nacimiento de Adolf Hitler.

- 5 de mayo: Hace dos siglos desde que inicia la Revolución francesa.

- 15 de mayo: Un centenario de la inauguración de la Torre Eiffel.

- 20 de julio: Se cumplen 20 años del primer aterrizaje lunar, (Apolo 11).

- 1 de septiembre: Se cumplen 50 años del inicio de la Segunda Guerra Mundial.